# Teodor Wochnik
Teodor Wochnik (ur. 8 listopada 1906 w Bykowinie, (obecnie dzielnica Rudy Śląskiej), zm. 6 stycznia 1972 w Chorzowie), polski bokser, reprezentant Polski.

## Życiorys
Po ukończeniu szkoły podstawowej w Bykowinie, (obecnie dzielnica Rudy Śląskiej) został czeladnikiem piekarskim. W 1919 roku zatrudnił się jako tokarz w hucie "Bismarck" (obecnie huta "Batory") w Wielkich Hajdukach (obecnie Chorzów). Początkowo, przez krótki okres uprawiał piłkę nożną.
W 1923 bracia Jerzy i Gotrfyd Klarowicz założyli "Boxing Club" w Królewskiej Hucie (obecnie Chorzów), w którym siedemnastoletni Teodor uczył się pięściarstwa. W 1925 roku zwyciężył w wadze papierowej w Mistrzostwach Śląska. Trzy lata później zwyciężył ponownie, już w wadze lekkiej. Po kolejnych dwóch latach zwyciężył w tej wadze ponownie.
W 1926 roku zajął trzecie miejsce w wadze piórkowej, w Mistrzostwach Polski w Łodzi. W 1928 roku w wadze lekkiej zajął drugie miejsce w Mistrzostwach Polski rozgrywanych w Warszawie. Rok później zwyciężył, w Mistrzostwach Polski w Katowicach, które odbyły się na ringu w Sali Powstańców Śląskich (obecnie mieści się tam Filharmonia Śląska).
Po odbyciu służby wojskowej, i upadku swego dawnego klubu, w 1929 roku został zawodnikiem Bokserskiego Klubu Sportowego w Katowicach. W marcu 1929 reprezentował Polskę, zwyciężając w kategorii lekkiej w międzypaństwowym starciu w Katowicach z reprezentacją Czech. W 1930 roku zwyciężył w wadze lekkiej poprzez nokaut, w mistrzostwach rozgrywanych w Poznaniu.
W styczniu 1931 roku, wraz z Janem Górnym, Ernestem Jokielem i Teodorem Pyką został zawodowym bokserem, jako zawodowiec uczestniczył w siedmiu walkach, zwyciężając w czterech z nich.
Po zakończeniu II wojny światowej ponownie podjął pracę w hucie "Batory" w Chorzowie. Przyczynił się do powstania sekcji bokserskiej przy KS "Ruch" Chorzów.
Zmarł 6 stycznia 1972 roku w Chorzowie.